# Église Saint-Milliau de Plonévez-Porzay
Pour les articles homonymes, voir Église Saint-Milliau.
L'église paroissiale Saint-Milliau est située à Plonévez-Porzay.
L'église paroissiale originelle (1585) n'existe plus. Elle était dédiée à saint Étienne avant de l'être à saint Milliau. C'était une église comme celles de Kerlaz et de Ploéven.
La foudre a frappé deux fois son clocher : la première fois le 9 mai 1802 et la deuxième fois le 26 décembre 1805 à 20h, jour du pardon de Saint-Étienne.
Le pardon de la paroisse se célébrait avant la Révolution française le 2 octobre, le jour de Saint-Milliau qui était chômé. Depuis 1833 ce saint est fêté le deuxième dimanche d'août.
L'église paroissiale actuelle a été construite en 1867-1868 et son clocher en 1873. Jules Boyer, de Châteaulin en a dressé les plans.

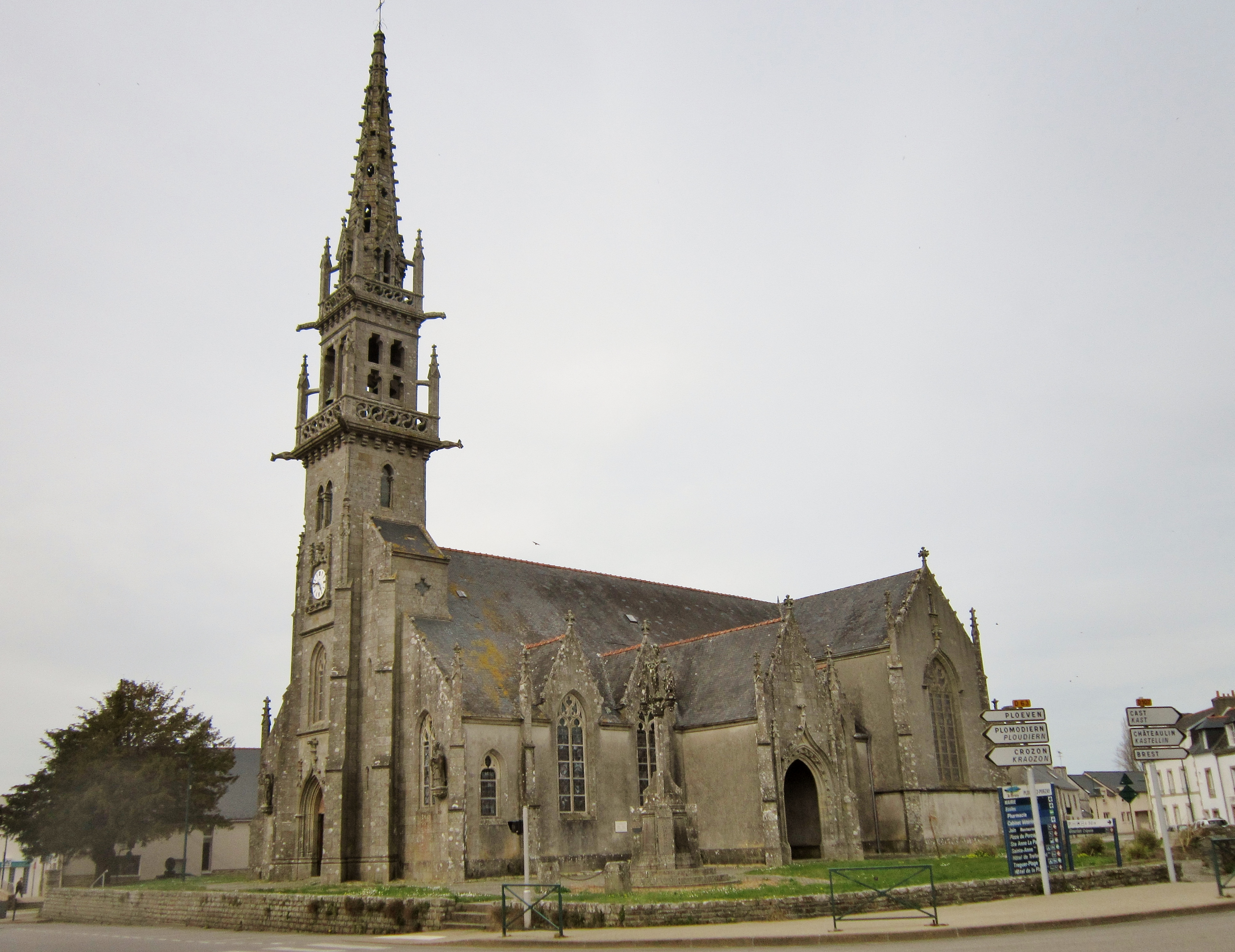
L'église paroissiale Saint-Milliau : vue extérieure d'ensemble.
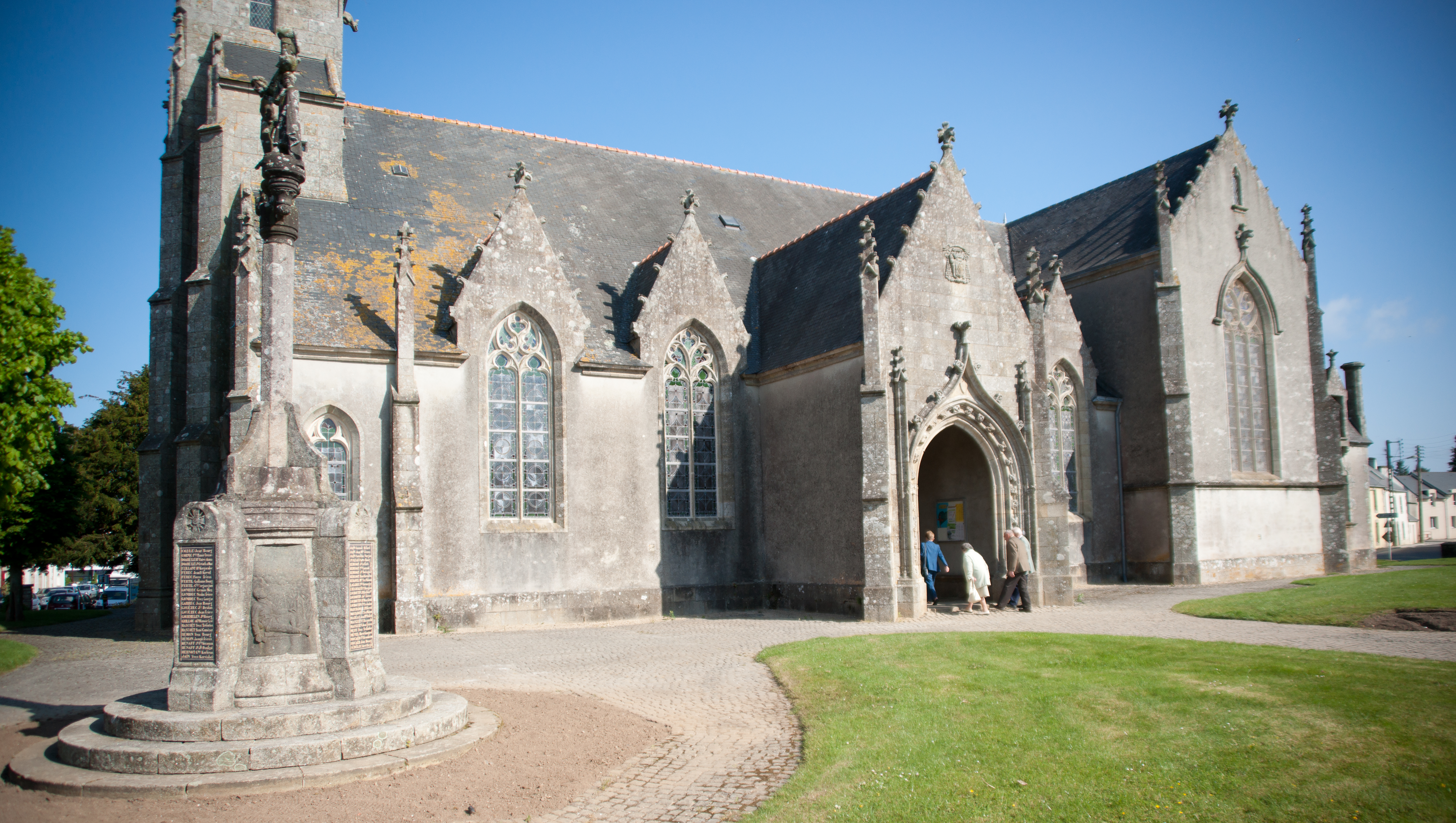
L'église paroissiale Saint-Milliau et son calvaire transformé en monument aux morts.
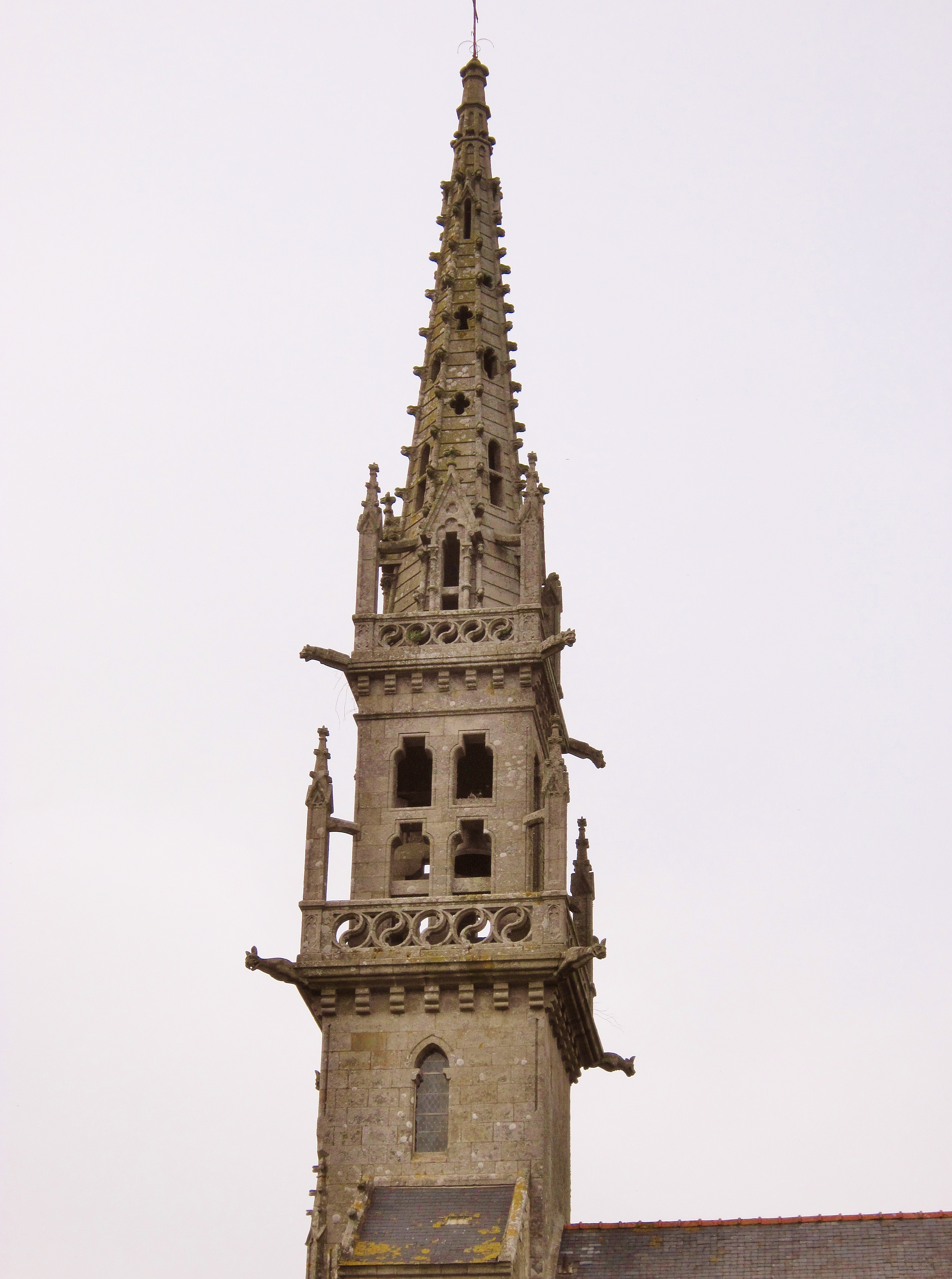
Église paroissiale Saint-Milliau : le clocher.
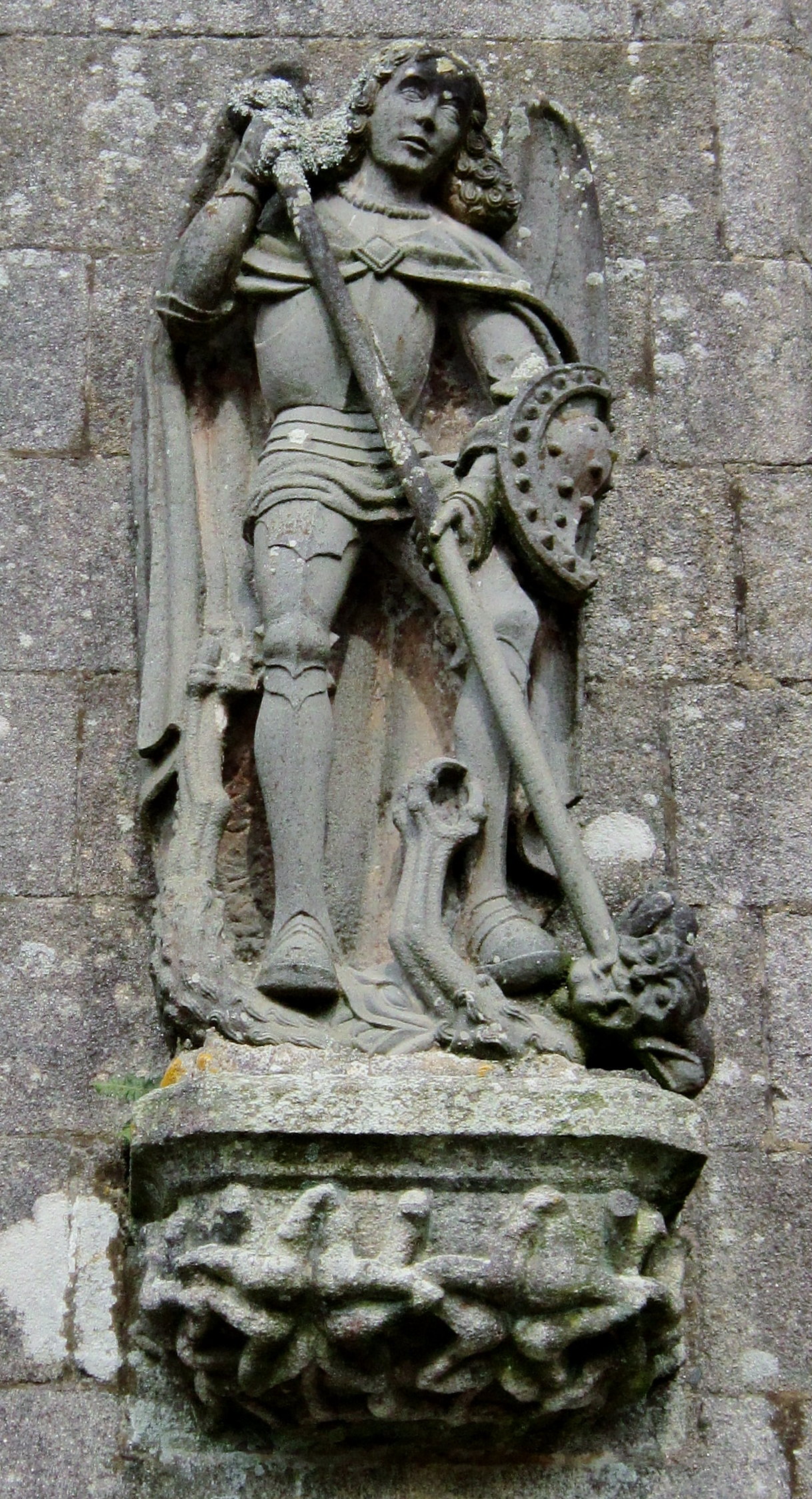
Église paroissiale Saint-Milliau : statue de l'archange Saint-Michel tuant le dragon.
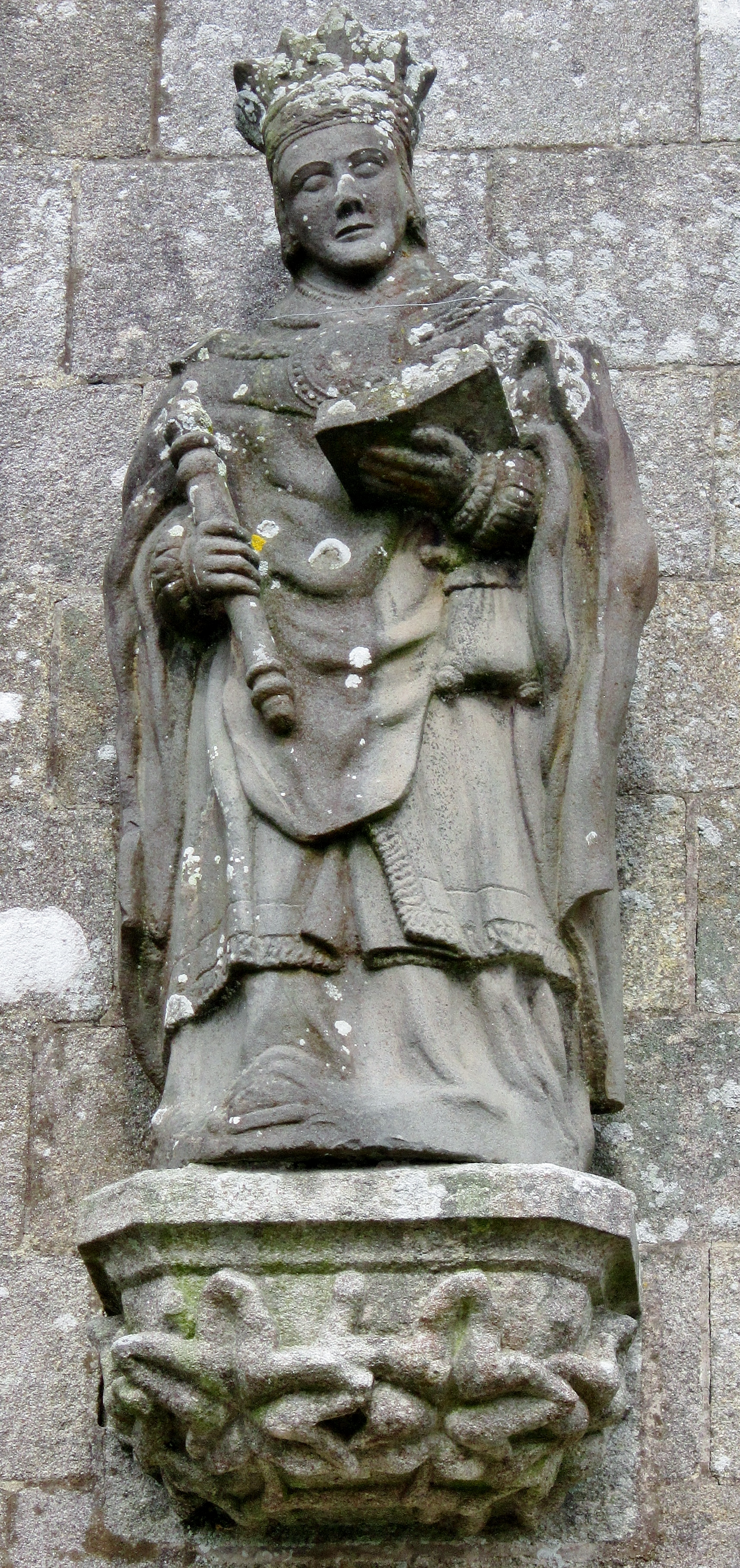
Église paroissiale Saint-Milliau : statue situé sur la façade occidentale de l'église.

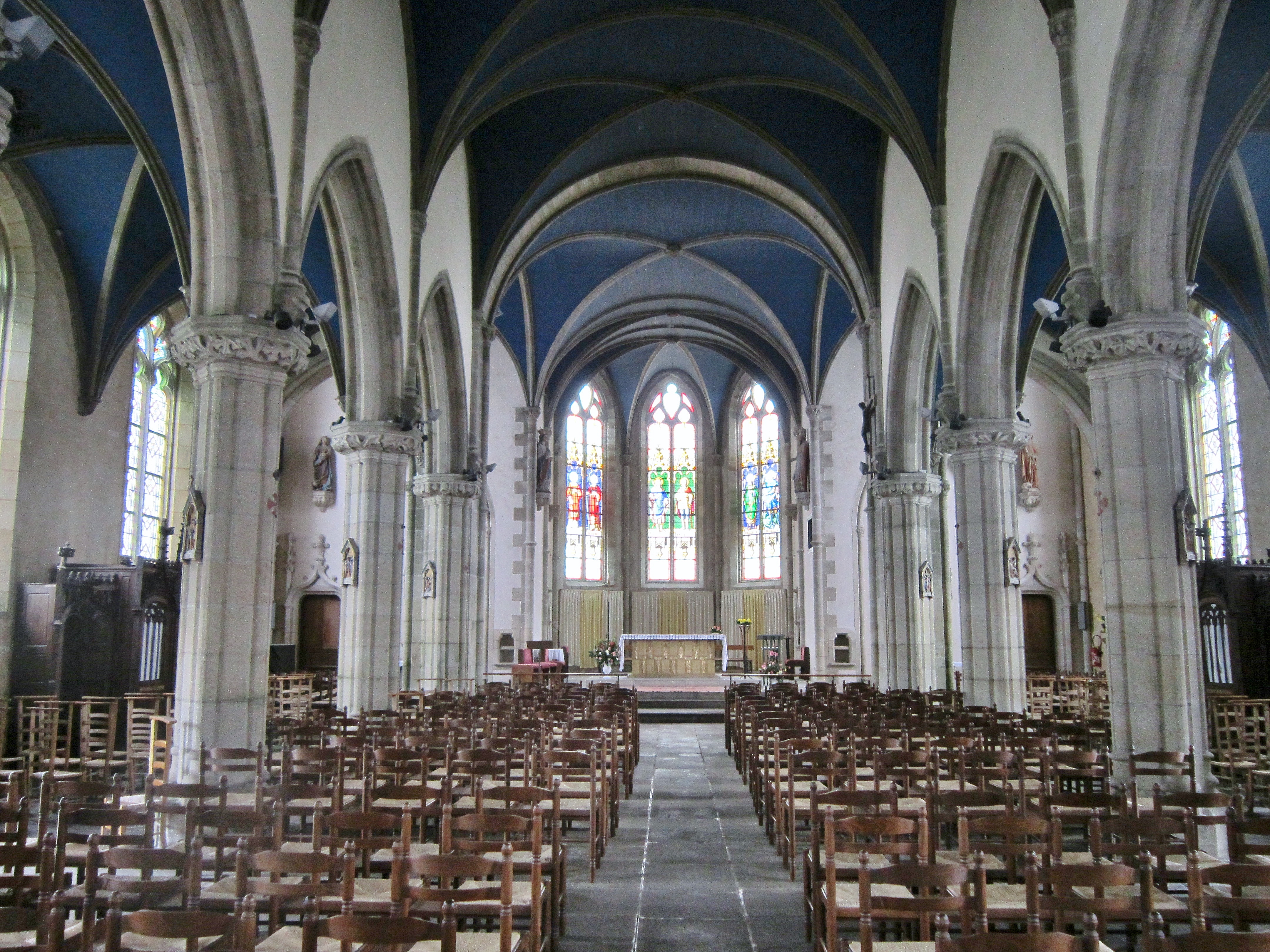
Église paroissiale Saint-Milliau : vue intérieure d'ensemble (la nef).
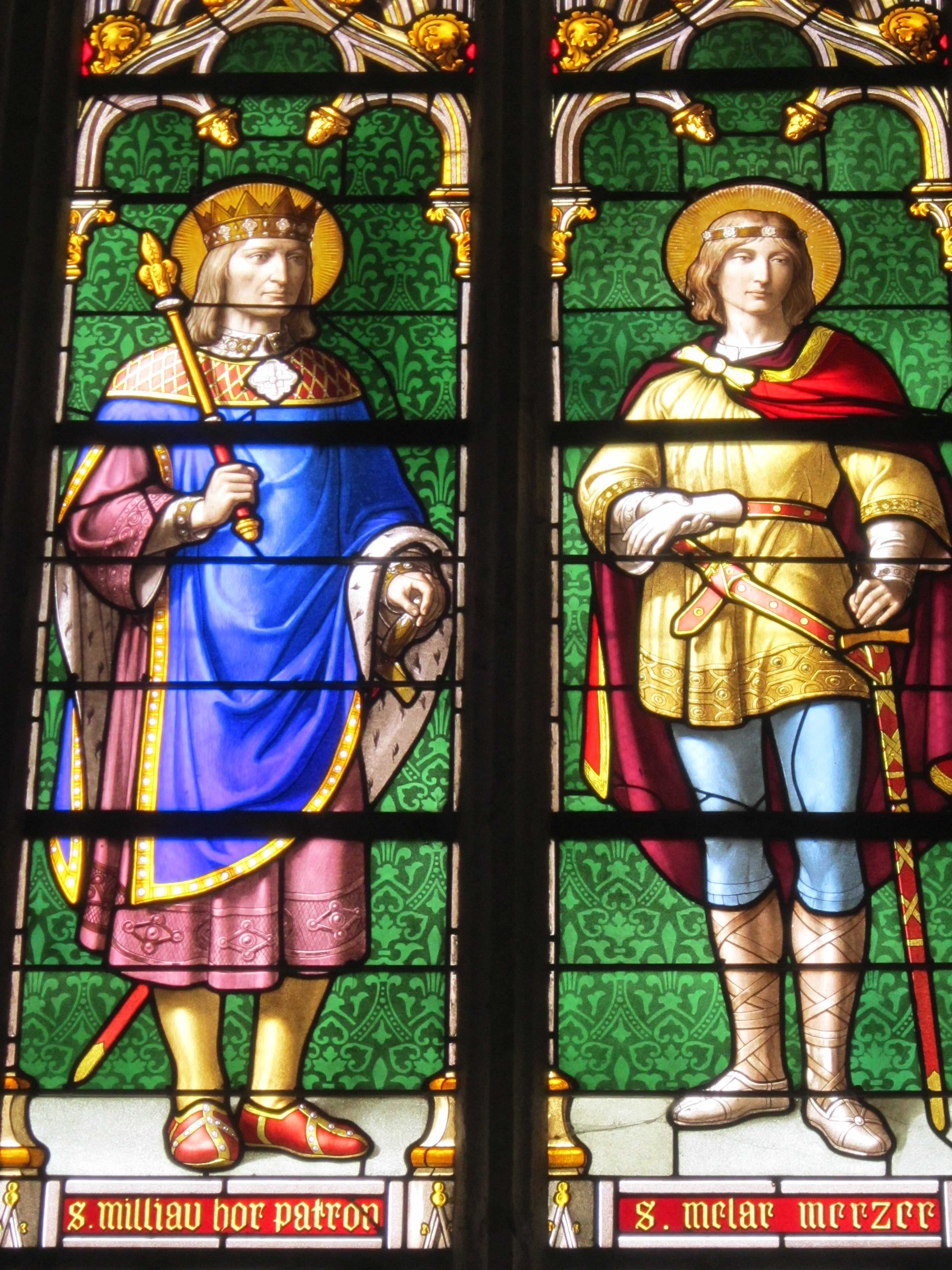
Église paroissiale Saint-Milliau : un vitrail (saint Milliau et saint Mélar).
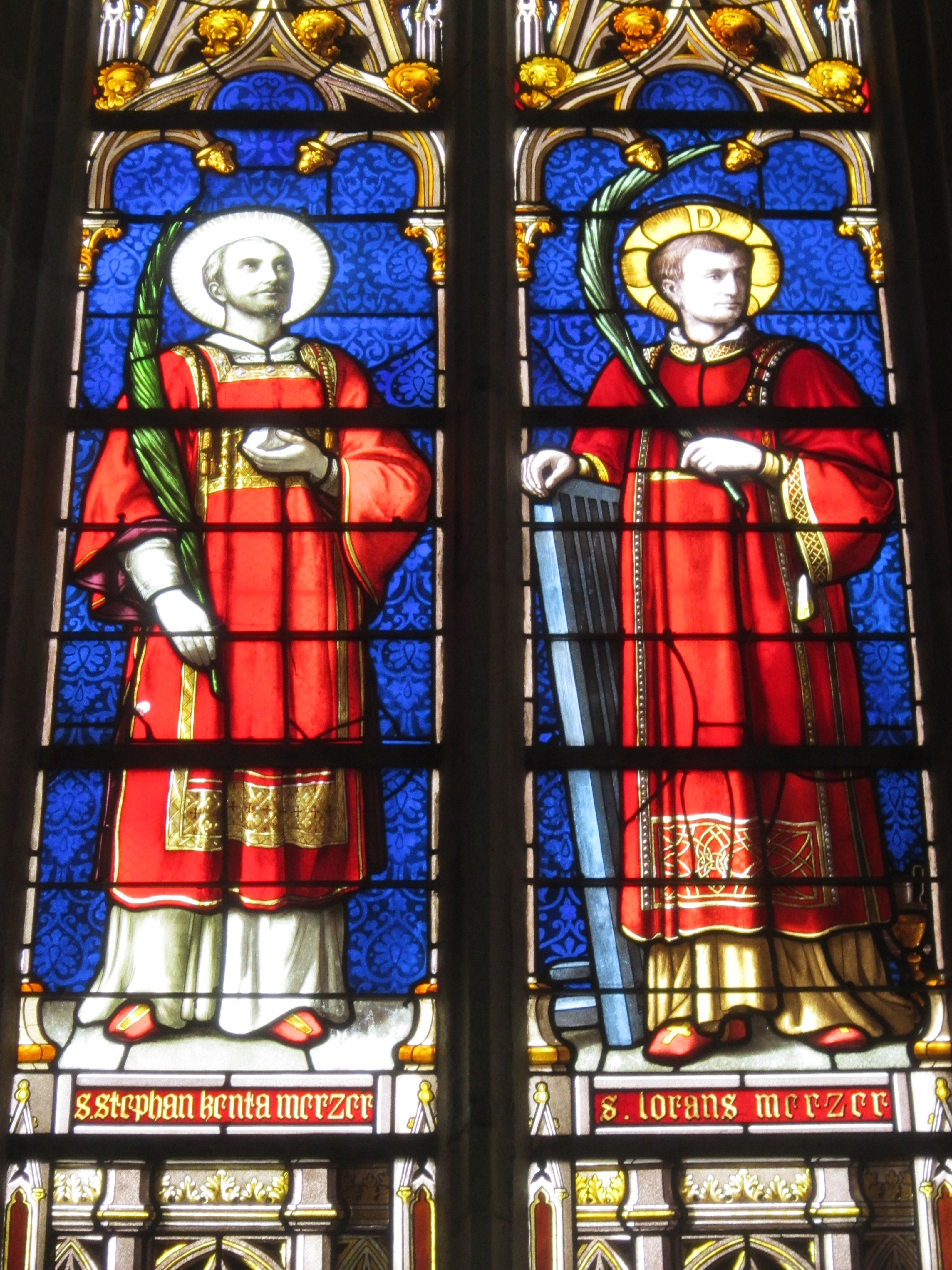
Église paroissiale Saint-Milliau : un vitrail (saint Étienne et saint Laurent).
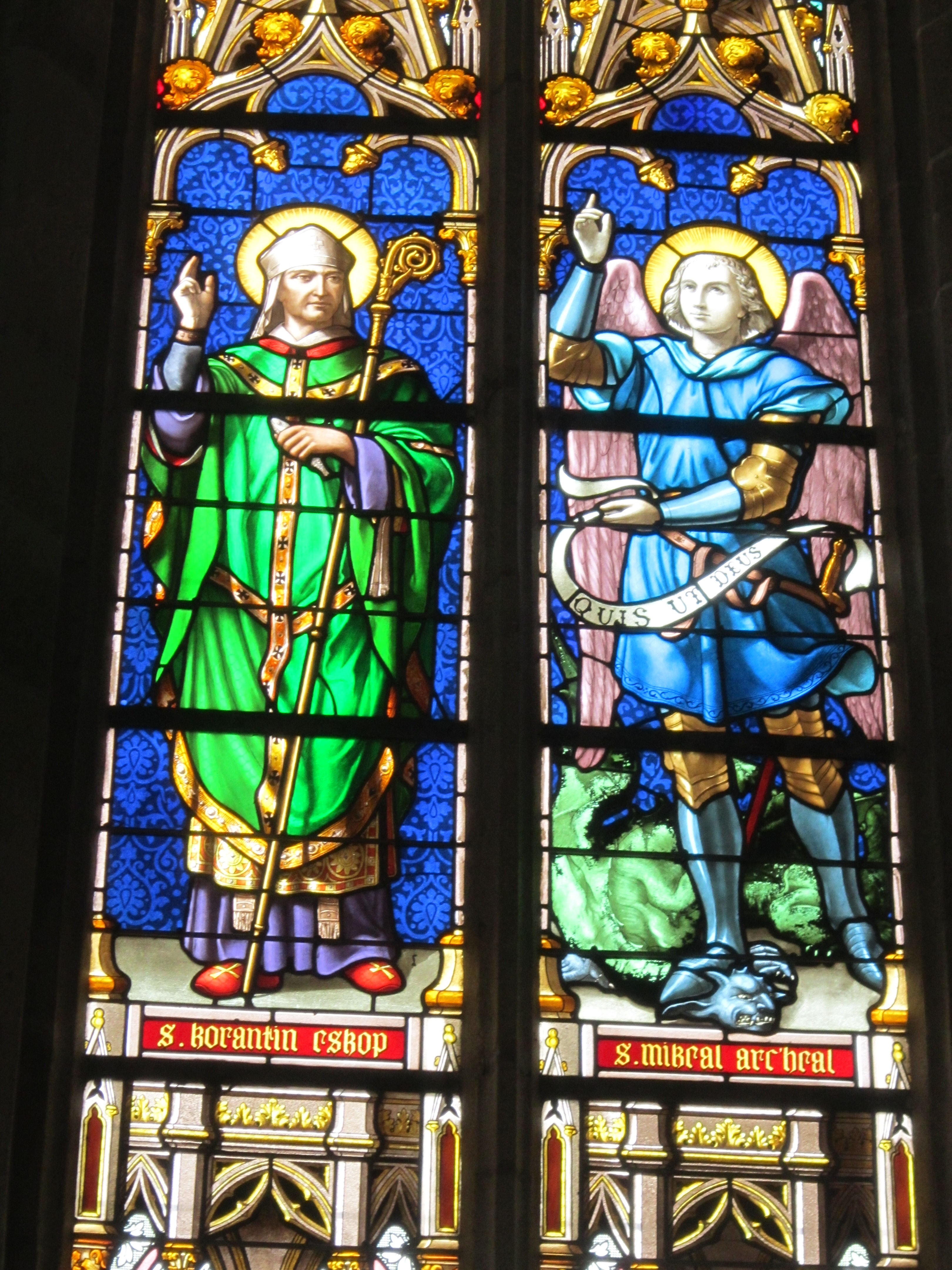
Église paroissiale Saint-Milliau : un vitrail (saint Corentin et saint Michel l'Archange).

## Liens
Plonevez-Porzay